# 塔米萨·威廉姆斯
塔米萨·威廉姆斯（英語：Tamisha Williams，1982年11月29日—），巴巴多斯女子羽毛球運動員。

## 簡歷
2016年8月，塔米萨·威廉姆斯出戰加勒比地區羽毛球聯合會國際賽，與达凯尔·乔纳森·索普合作拿得混合雙打冠軍。

## 主要比賽成績
只列出曾進入準決賽的國際賽事成績：
| 年份   | 賽事                         | 公開賽級別 | 項目     | 拍檔               | 成績   |
| ------ | ---------------------------- | ---------- | -------- | ------------------ | ------ |
| 2013年 | 加勒比地區羽毛球聯合會國際賽 | 未來系列賽 | 女子雙打 | 蒙亚塔·里维埃拉    | 準決賽 |
| 2014年 | 加勒比地區羽毛球聯合會國際賽 | 未來系列賽 | 女子單打 | －                 | 亞軍   |
| 2014年 | 加勒比地區羽毛球聯合會國際賽 | 未來系列賽 | 女子雙打 | 蒙亚塔·里维埃拉    | 冠軍   |
| 2015年 | 加勒比地區羽毛球聯合會國際賽 | 未來系列賽 | 女子雙打 | 蒙亚塔·里维埃拉    | 準決賽 |
| 2016年 | 加勒比地區羽毛球聯合會國際賽 | 未來系列賽 | 女子雙打 | 蒙亚塔·里维埃拉    | 準決賽 |
| 2016年 | 加勒比地區羽毛球聯合會國際賽 | 未來系列賽 | 混合雙打 | 达凯尔·乔纳森·索普 | 冠軍   |
| 2016年 | 蘇利南羽毛球國際賽           | 國際系列賽 | 女子單打 | －                 | 亞軍   |
| 2017年 | 加勒比地區羽毛球聯合會公開賽 | 國際系列賽 | 女子雙打 | 蒙亚塔·里维埃拉    | 準決賽 |
| 2017年 | 蘇利南羽毛球國際賽           | 國際系列賽 | 女子雙打 | 蒙亚塔·里维埃拉    | 冠軍   |
| 2017年 | 蘇利南羽毛球國際賽           | 國際系列賽 | 混合雙打 | 达凯尔·乔纳森·索普 | 準決賽 |
| 2018年 | 蘇利南羽毛球國際賽           | 國際系列賽 | 女子雙打 | 蒙亚塔·里维埃拉    | 準決賽 |
| 2018年 | 蘇利南羽毛球國際賽           | 國際系列賽 | 混合雙打 | 达凯尔·乔纳森·索普 | 準決賽 |
| 2019年 | 加勒比地區羽毛球聯合會國際賽 | 國際系列賽 | 女子雙打 | 蒙亞塔·里維埃拉    | 冠軍   |

| 2007-2017年 | 首要超級賽 | 超級賽 | 黃金大獎賽 | 大獎賽 | 國際挑戰賽 | 國際系列賽 | 未來系列賽 | 其他 |

| 2018-2026年 | 總決賽 | 超級1000賽 | 超級750賽 | 超級500賽 | 超級300賽 | 超級100賽 | 國際挑戰賽 | 國際系列賽 | 未來系列賽 | 其他 |